# Dactylospora mangrovei
Dactylospora mangrovei är en lavart som beskrevs av E.B.G. Jones, Alias, Abdel-Wahab & S.Y. Hsieh 1999. Dactylospora mangrovei ingår i släktet Dactylospora och familjen Dactylosporaceae.   Inga underarter finns listade i Catalogue of Life.